# Erpocotyle schmitti
Az Erpocotyle schmitti a csáklyásférgek (Monogenea) osztályának a Diclybothriidea rendjébe, ezen belül a Hexabothriidae családjába tartozó faj.

## Tudnivalók
Az Erpocotyle schmitti az Atlanti-óceánban élő vaksi pörölycápa (Sphyrna tudes) nevű pörölycápa egyik élősködője.